# Благовещение (картина Тициана)
«Благовещение» (итал. Annunciazione; 1565) — картина Тициана. Написана как алтарный образ для капеллы святого Августина церкви Сан-Сальвадор, Венеция.
Архангел Гавриил сообщает деве Марии благую весть — Ей предстоит непорочно зачать Иисуса Христа. Гавриил слегка касается ногами земли, одно крыло поднято, руки перекрещены как знак покорности Богу.

## Историки искусства о картине
Это одна из наиболее эмоционально напряжённых картин в истории искусства, где в покой как будто вторгся тлеющий пожар апокалипсиса,
бросающий тени на фигуры персонажей, охватывающий и поглощающий их в проявлении магического импрессионизмаРоберто Лонги